# Dolmens de la Pierre Levée
Pour les articles homonymes, voir Pierre levée.
Les dolmens de la Pierre Levée sont deux dolmens situés sur la commune de La Vallée, dans le département de la Charente-Maritime en France.

## Protection
L'ensemble est classé au titre des monuments historiques en 1938.

## Description

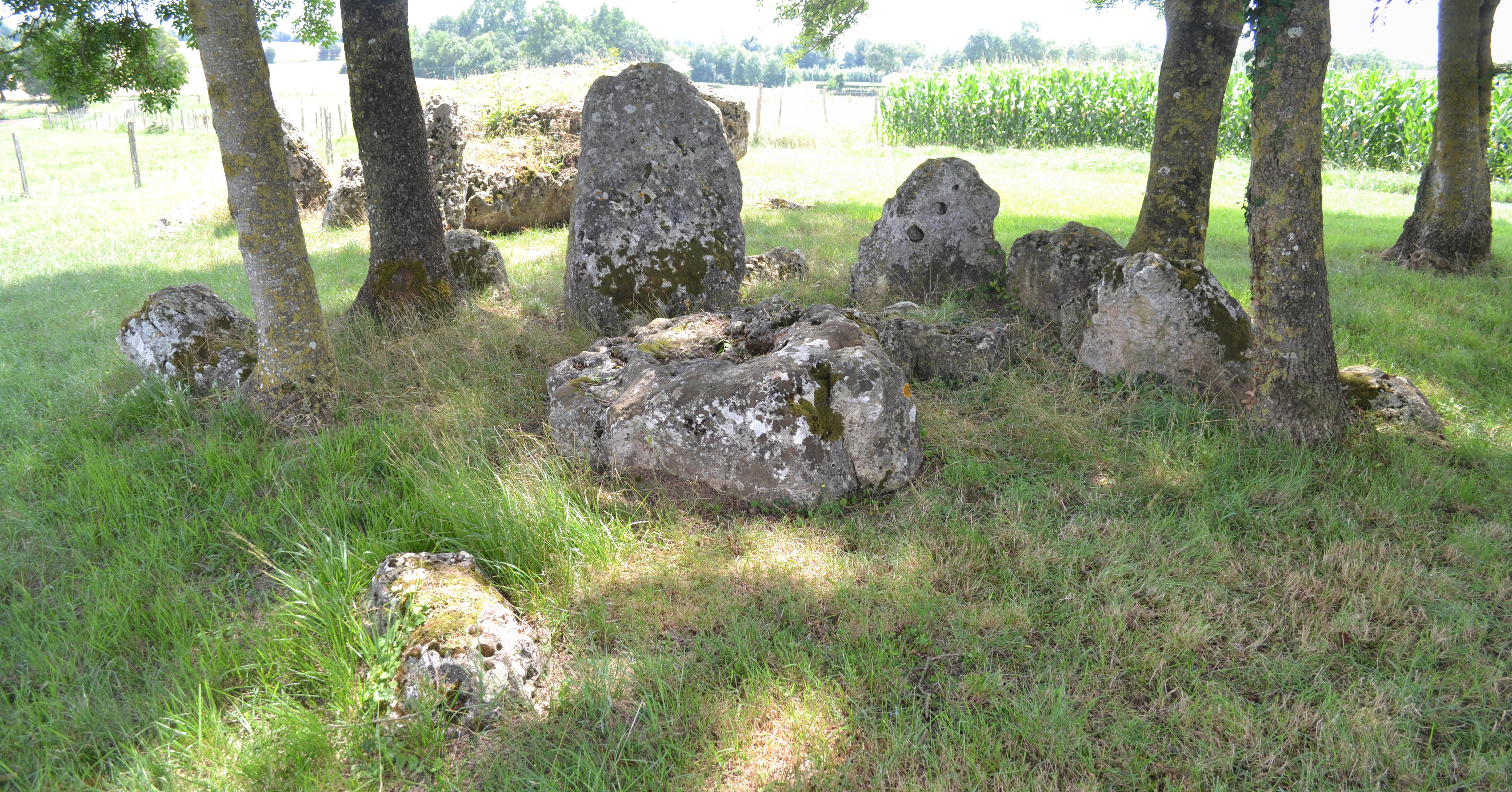
Le dolmen Nord.

Le dolmen Sud se caractérise par une énorme (presque 1 m d'épaisseur) table de couverture de forme rectangulaire (5,20 m de long pour 4 m de large) dont le poids est estimé à 50 t reposant sur cinq orthostates. Au Sud de la chambre, les dalles visibles (hauteur 1,30 m maximum) correspondent aux vestiges du couloir d'accès.
Le dolmen Nord est quant à lui ruiné. Les six orthostates subsistants délimitent encore le pourtour de la chambre. La table de couverture est renversée au sol, brisée en deux parties.
Un troisième dolmen, désormais disparu, existait au Nord des deux autres. L'ensemble fut érigé entre 4 000 et 3 600 av. J.-C. Il est probable qu'un unique tumulus, désormais disparu, englobait les trois chambres funéraires.
Plusieurs fois fouillés au XIXe siècle, notamment par François Daleau, les dolmens ont livré plusieurs mâchoires humaines, des fragments de poteries datés du Néolithique et de l'âge du bronze, et quelques éclats de silex.

## Folklore
Selon une légende locale, la Sainte Vierge perdit les pierres qu'elle transportait dans son tablier qui en tombant formèrent les édifices désormais visibles.